# 食べれません
食べれません（たべれません）は、風間やんわり作の4コマ漫画。1995年より講談社の雑誌『週刊ヤングマガジン』で連載されていた。
「板橋区赤塚系ギャグ」を名乗り、傾向として、戦隊ヒーローや幽霊のような非日常的キャラのあまりに生活じみた日常を描いたシュールなネタ、ヤクザや不良がオチを担当することが多い。また大半のキャラがえびす樣のように頬が大きくたれているのが特徴。
作者・風間が2013年10月22日に肝機能障害で急逝したため、11月11日発売の第50号掲載分（第891回）をもって18年に及ぶ連載を終了、風間の遺作となった。

## 構成
一回4ページで、基本的に1ページに2つの4コマ漫画を載せるスタイルだが、1ページ目には「題字」と「いろはかるた」（後述）を載せる為、4コマ漫画は1つのみ。また3ページ目は1ページ丸ごと使用する4コマ漫画が1つである（ここでは仮に大4コマと呼ぶ事にする）。
各4コマ漫画のサブタイトルは他の風間作品同様に手書きの毛筆で書かれている。
題字
「食べれません」というタイトルを含む絵が、3コマ分のスペースで載せられる。絵は読者から公募されたもので、毎回異なる。連載開始当初は有名人のものもあった。
いろはかるた
題字の下に1コマ分の大きさで掲載されている。いろは順で毎回1枚ずつカルタを描く。カルタはシュールな内容の1コマ漫画的作品。右に読み札、左に取り札が描かれている。
大4コマ
3ページ目を丸ごと使用する4コマ漫画。サブタイトルはない。3コマ目が通常の4倍、4コマ目が通常の（横に）2倍という大きさになっている。
4コマ漫画には「パピポ」などのストーリー物がいくつかあり、最後のページに載る事が多い。

### 内容
にーの
アパート暮らしの「にーの」と「金井」（5巻120頁より）の2人が登場。
内容もサブタイトルも毎回異なるが、日常的なネタが多い。
父と子
不良息子の「こんな家、出て行ってやるよ!」という台詞ではじまり、それに対し父親が毎回異なる反応をする。
元は教師と生徒の設定だった。
勝ち組の唄
風間やんわりと担当者の会話というシチュエーション。風間は自身を「勝ち組」だと思っているというセッティングだが、風間の話す内容は勝ち組とは程遠い。
ファイバー戦隊、ヒール・フィッシュ
「ファイバー戦隊」は戦隊物のパロディで、ファイバー戦隊には、レッド、ブルー、ブラック、ピンクの他に無色がいる。無色は他の隊員と違い、透明なスーツに身をつつんでいるので、裸同然かつ顔が丸見えである。初期の頃はいじられキャラの無色を中心にした話が多かった。
一方のヒール・フィッシュは、世界征服を企む秘密結社のボス。初期の頃には世界征服を企んでいるわりにアパートで貧乏暮らしをしているギャップを描いたものが多かった。
「ファイバー戦隊」と「ヒール・フィッシュ」は途中から話が繋がるようになり、ストーリーものに転じた。ヤクザとの繋がりがあったり宗教にハマったりとおよそ正義の味方とはかけはなれたレッドと、悪の組織のボスなのに人格者のヒール・フィッシュの対比を描く。
パピポ
UFOの故障が原因で地球に留まらざるを得なくなった宇宙人「パピポ」の人情物語。ストーリーもので、主人公が宇宙人な事を除けば、ジョーク的要素は少ない。最終的にパピポがガンで死んで終わった（6巻168頁）。
その後、パピポの過去を描いた「パピポ77」が始まった（7巻～）が、比較的短期間で終了。
さらに、パピポの息子パペポと娘パピコの話が始まる（11巻～）。パペポは父パピポの失踪の原因（UFOの故障）を知らなかったため、パピポに捨てられたと勘違いし、グレてしまっている。一方のパピコはヤクザに捕まって売春婦をしている。
沼山家の人々
8巻8頁からスタート。初期の頃は、おからしか食べられない貧乏な一家の物語。子供が贅沢品について質問（例えば「キャビアって何？」）をすると父親がそれに対してデタラメな解説をする事で、その贅沢品よりおからの方がすぐれている事を子供に納得させ、最終的に「そんな事よりおからを食え」で締めくくる。なお母親は父親の解説を信じているのか、父親の博学を褒めたたえる描写が多い。
途中（8巻172頁～）から父親が子供に帝王学を教え込むパターンが変わる。ただしこの帝王学も父親が独学で身につけたものなので、偏ったものが多い。
その後タイトルが「帝王」もしくは「帝王沼山」に変更され、子供が帝王（を目指す人物）として独り立ち。ローマ皇帝のような姿に身をつつむが、その一方でバイトに励むなどのギャップを描く。
11巻以降、帝王が自伝を家来に執筆させる物語となるが、自伝の内容は帝王とは程遠いセコいものばかりである。
フレンチ・ブルドッグ
ペットショップで売れ残っているフレンチ・ブルドッグの物語。そのうちペットとして売れていくが、飼い主が気に入らず、暇さえあればペットショップに電話して飼い主の愚痴を言う。ペットショップの店員からは「ブルさん」と呼ばれている。
その後、悩み相談室を開設し、バウリンガルで悩み相談を受け付けるようになる。サブタイトルも「バウリンガル」に変更。
さらにその後、警察犬をめざす事になり、警察犬としての悲哀が描かれる。サブタイトルも「警察犬」に変更。
コックローチ大使
ゴキブリのコスプレをした男と、その妻子の物語。
チンカスマスク
覆面レスラー・チンカスマスクであることを隠している父親と、それを疑う息子の物語。

### その他
短期的に複数回扱われたネタとして以下のものがある。
ホステス明美
詳細な細部を覚えているわりに肝心な所を覚えていない（もしくは喋らない）ホステス。店でものを買ったり警察で証言を求められたりするが、前述の性格のせいで店員や警察を困らせる。
幽霊
幽霊達の日常を描く。すでに幽霊になっているにもかかわらず、女にモテるコツを話したり、心霊写真の写りを気にしたりと、俗っぽい事に興味を持つ。
桃太郎、浦島太郎
桃太郎や浦島太郎の物語の昔話的設定（桃から生まれたなど）を茶化したネタが多い。
見ザル、言ワザル、聞カザル
見ザル、言ワザル、聞カザルの三匹をネタにしたもの。
ヨシオ
両親を亡くしたヨシオの物語。両親の面影として空に浮かぶが、この面影がヨシオに話しかける。
医学
重体患者をアロエ等の民間療法で直そうとする医者の話。
カミナリオヤジ
カミナリオヤジになるという夢をかなえた男の悲喜劇。
シティーハンター in 三沢
初期の人気キャラクター。周りに迷惑な小さな悪を企むが正義に目覚める。第1回人気キャラ投票第1位。得意技ははもーパンチ。
ノンフィクション畑
三沢と同居している。にーのと三沢に対してツッコミ役。プールの水を盗み壁に水をかける犯罪を犯し、短パン刑事を驚愕させた。プァールン族という民族。
短パン刑事
フリーランスの刑事。そのため、給料は不安定。後にノンフィクション畑を追いかけることになる。
鉄子
トーク番組の司会者。玄関口で部屋に通さなかったり、実家、実は盗撮、ヒモがいたり、夫がいない間に内緒で収録していた、ギタンにレイプされかけたりする。
ギタンおおつる
鉄子の部屋の常連ゲスト。「ギタン2」と言うゲストを紹介しタモリを困惑させたり、主演作『オレたちのオーレ!』に夢中で若者達にあのスピリットをと燃えている。
クイズ仮面
クイズを出したがる仮面の男。だが逆にクイズを出されて正解した事は無い。少年隊のニッキのファン。
FAXマン
FAXで悪者にメッセージを送り敵を倒そうとする。ライバルに、電報を送る電報マンがいる。
夢マン
敵に立ち向かおうとし、家に帰り敵を倒した夢を見るヒーロー。風間が満を持して繰り出したがだだ滑りした。
その他ヒーロー物
言葉選びにうるさいナンデモマン、代わりにリストラされようとするリストラマン、連帯保証人を受ける連帯保証マン等。
だべとだば
異星人らしきブリーフ一丁の二人組。語尾に「だべ」「だば」と付ける事でこう呼ばれた。基本的にはだべがだばを振り回すが、マイカーを買い、ドライブしているときはだべが振り回される。だべの本名は「東北・H・太一郎」で、写真写りがリアル。
登先輩
赤ん坊の世界にも上下関係があり、2ヶ月早生まれで先輩として周りに威張り散らすが、同じ保育器に入ってた新入りに秘密をばらされる。
フライダー1号2号
仮面ライダーのパロディヒーロー。正義心は厚いが、免許が無くタクシーや電車で移動をためらう。その後、2号が車の免許を取った。
マラ川島
カリスマAV監督。常に新しい体位を考えている。
名人戦
将棋の川島名人と挑戦者河村八段の対局。まともに将棋を指させてくれない。
じゅん太とほた子
妹の頼みとして自分の欲を叶えるじゅん太。
マッハ・白鳥
常に被り物をしている劇画作家。
サンタ
オフシーズンに準備するサンタクロース。
発声柔道
いい声で発声する柔道。ピュアさで競う。
般若
顔が般若。娘がトシという先輩に惚れている。
スト・モンマルト
いろんなストライキを考えている。
博士と助手
無駄な発明を繰り返す二人。
ちくび頭
オチやエキストラとしてよく出る。
朝まで生テレビ!
討論番組。ろくな討論をしない。
電話相談室
全国こども電話相談室のパロディ。相談者が大人の人生相談、黒電話を馬鹿にされたり、キャッチホンが入るなどないがしろにされている。
AIBO
オチとして使われる。
水の精
泳げない。凄いケツアゴ。
守護霊
子供を見守る守護霊の日常。
鉄子とまもる
働かず宝くじで生計を立てようとする夫まもる。
キューペー3分クッキング
侍漫画家